# Wiktor Semjonowitsch Klimaschin
Wiktor Semjonowitsch Klimaschin (russisch Виктор Семёнович Климашин; * 1912; † 1960) war ein sowjetischer Grafikkünstler.
Anfang der 30er Jahre erschienen von ihm erste Arbeiten zur Abonnenten-Werbung von Literatur-Erzeugnissen. Danach war er Autor und Grafiker von Kinoplakaten. Während des Zweiten Weltkriegs schuf er politische Plakate. Bekannt wurde sein 1941 gemeinsam mit Nikolai Schukow entworfenes Plakat „Wir verteidigen Moskau!“. Nach dem Krieg arbeitete er zudem in der Handelswerbung.